# Ambohimangakely
Ambohimangakely est une commune rurale malgache, située dans le district d'Antananarivo Avaradrano de la partie centrale de la région d'Analamanga.
Elle se trouve au PK10 sur la route nationale n°2 reliant Antananarivo et Tomasina.
Depuis débuts de l’année 2020[évasif], le maire de la commune est Radafy Thierry.

## Démographie
D’après les dernières recensements faites en 2018 ,la commune compte 91056 habitants 